# 고려혁명당
고려혁명당은 1926년 4월 5일 현익철, 양기탁 등의 독립 운동가들이 결성한 사회주의적 항일 단체이다.

## 연원 및 변천
1926년 4월 5일 중국 만주 지린성에서 만주의 독립운동을 지원하기 위해 현익철, 양기탁, 고할신, 최동희, 현정경, 이규풍, 김봉국, 주진수, 이동구, 이동락, 정이형, 송헌, 곽종대, 오성환 등이 조직했다.
초대위원장은 양기탁, 책임비서는 이동구, 위원에는 정이형, 현정경, 고할신, 오동진, 이동락, 김봉국, 현익철, 이규풍, 최동희, 주진수, 곽종대 등이 있었고 당원은 약 1,600명 정도였다.
당은 정의부의 민족유일당 운동으로 이루어져 있었기 때문에 정의부와 밀접한 관련이 있었다.
그러나 당원 중 사회주의자가 많아 사실상 공산당이라 하는 사람도 있었고 민족주의자와 사회주의자가 섞여서 조직되었기 때문에 항상 내분이 존재했다. 또한 일제의 탄압과 분열을 시도하는 간계가 끊이지 않았다.
결국 내부 동요로 분열되어 당의 기능이 마비되자 대부분의 민족주의자들이 탈당하고 정의부와의 연계도 끊기게 되었으며 주진수와 이규풍은 소련으로 돌아갔고 현익철은 민족유일당운동에 참여했다.
1927년 12월 이동락, 정이형, 이동구, 이원주, 유공삼 등이 하얼빈에서, 그 밖의 간부들이 국내와 만주 등 당 간부 14명이 일본 경찰에 붙잡혀 활동은 침체되었다.

## 같이 보기
- 정의부
- 오동진
- 양기탁